# Liacarus mucronatus
Liacarus mucronatus är en kvalsterart som beskrevs av Rainer Willmann 1939. Liacarus mucronatus ingår i släktet Liacarus och familjen Liacaridae. Inga underarter finns listade i Catalogue of Life.